# Neoplasia
Neoplasia is een internationaal, aan collegiale toetsing onderworpen open access wetenschappelijk tijdschrift op het gebied van de oncologie. Het wordt uitgegeven door Neoplasia Press en verschijnt maandelijks. Het eerste nummer verscheen in 1999.